# Обикновена люцерна
Обикновена люцерна, още посевна люцерна (Medicago sativa), е вид многогодишно покритосеменно растение от семейство Бобови (Fabaceae). Богато на протеин и минерални вещества. Идеална е за изхранване на животни в прясно, леко завехнало състояние и след изсушаване.